# Aegus oxygonus
Aegus oxygonus is een keversoort uit de familie vliegende herten (Lucanidae). De wetenschappelijke naam van de soort is voor het eerst geldig gepubliceerd in 1897 door Jakowlew.